# El carruaje
El carruaje, é uma telenovela mexicana produzida em 1972 por Miguel Alemán Velasco para Televisa.

## Elenco
- José Carlos Ruiz - Benito Juárez
- María Elena Marqués - Margarita Maza de Juarez
- Aarón Hernán - Sebastian Lerdo de Tejada
- Fernando Mendoza - Jose Maria Iglesias
- Andrés García - Tenente Azcarate
- Carlos Monden - Maximiliano de Hasburgo
- Nelly Meden - Carlota Amalia
- Ofelia Montesco - Eugenia de Montijo
- Antonio Passy - Napoleão III
- Salvador Sánchez - Porfirio Diaz
- Germán Robles - General Mariano Escobedo
- Rafael Llamas - Leonardo Marquez
- Claudio Obregón - Miguel Miramon
- Elizabeth Dupeyrón - Manuela Juarez